# Davide Frattesi
Davide Frattesi (* 22. September 1999 in Rom) ist ein italienischer Fußballspieler. Der Mittelfeldspieler steht bei Inter Mailand unter Vertrag.

## Karriere

### Im Verein
Frattesi entstammt der Jugend von Lazio Rom und wechselte 2014 zum Stadtrivalen AS Rom. In der Rückrunde der Spielzeit 2016/17 stand Frattesi bei zwei Partien der Roma im Kader, ohne dabei zum Einsatz zu kommen. 2017 wechselte er zur US Sassuolo Calcio und befand sich in der Spielzeit 2017/18 bei 18 Partien im Kader, wurde jedoch die gesamte Saison über nicht in der Liga eingesetzt. In der Pokalsaison 2017/18 absolvierte er das Achtelfinale gegen Atalanta Bergamo.
Frattesi wurde von 2018 bis 2021 an die Zweitligisten Ascoli Calcio, FC Empoli und AC Monza verliehen, wo er jeweils zum Stammspieler avancierte. Insgesamt absolvierte er in drei Serie-B-Spielzeiten über 100 Partien. Nach seiner Rückkehr zu Sassuolo konnte er sich auch dort durchsetzen und war über zwei Spielzeiten wichtiger Bestandteil der Mannschaft in der Serie A.
Im Sommer 2023 wechselte Frattesi leihweise mit Kaufpflicht zu Inter Mailand.

### In der Nationalmannschaft
Frattesi durchlief ab der U17-Nationalmannschaft alle Jugendauswahlen Italiens. Bei der U20-WM 2019 erreichte er mit der Mannschaft das Halbfinale und bei der U21-EM 2021 das Viertelfinale.
In der A-Nationalmannschaft debütierte Frattesi am 4. Juni 2022 in der Nations-League-Partie gegen Deutschland und lief in der Folge in weiteren Begegnungen der Nations League 2022/23 auf. Im Spiel um Platz 3 am 18. Juni 2023 gegen die Niederlande erzielte Frattesi sein erstes Tor für die Azzurri. Am 12. September 2023 erzielte Frattesi beide Treffer beim 2:1-Erfolg über die Ukraine im Rahmen der EM-Qualifikation 2024.

## Erfolge
- Italienischer Meister: 2024
- Italienischer Supercupsieger: 2023

Auszeichnungen
- Premio Bulgarelli Number 8: 2022/23